# Museo civico Carlo Verri
Il Museo Civico "Carlo Verri" è un museo di Biassono, cittadina della Brianza.

## Storia
Il museo è stato fondato nel 1977 dall'associazione Gruppo di Ricerche Archeostoriche del Lambro (GRAL), in seguito ad importanti ritrovamenti archeologici avvenuti nel 1975 nel territorio. Dal 1978 ha come Conservatore Onorario il prof. Ermanno Arslan.
In seguito al riconoscimento da parte della Regione Lombardia (1980), viene avviato il restauro della Cascina Cossa, in via san Martino 11, presso Villa Verri. Il restauro si conclude nel 1994, quando Cascina Cossa diventa la sede del museo. Nel 2006 il museo si arricchisce di una nuova sezione intitolata Segno Scrittura Stampa, allestita nello spazio adiacente alla Biblioteca civica. 
Nel 2009 viene inaugurata la sezione distaccata presso cascina Cà Nova dedicata alle tradizioni del mondo contadino e al lavoro dei campi.

## Il museo
Il museo è organizzato su due sezioni: una archeologica ed una etnografica ed è affiancato dalle due sezioni distaccate.

### Sezione archeologica
La sezione archeologica raccoglie materiale di origine locale ma anche nazionale ed internazionale, tra cui reperti di età romana provenienti da Biassono, Briosco, Verano ed altri di epoca preistorica da Mariano Comense e Carate Brianza.

### Sezione etnografica
Nella sezione etnografica sono contenuti oggetti legati alla cultura popolare. Da materiale di uso quotidiano, come arnesi da lavoro ed oggetti di uso domestico, a costumi tradizionali.

### Sezione segno scrittura e stampa
Questa sezione presenta l'evoluzione dei metodi comunicativi, dalla nascita della scrittura fino ai giorni nostri.

### Sezione Cascina Cà Nova
Questa sezione, estensione della sezione etnografica, è dedicata al lavoro nei campi.